# Ralph Schon
Ralph Schon (* 20. Januar 1990 in Wiltz) ist ein luxemburgischer Fußballspieler, der seit 2020 für den FC Wiltz 71 spielt.

## Karriere

### Vereine
Schon begann in Weiswampach beim FF Norden 02 mit dem Fußballspielen. Dem Jugendalter entwachsen, rückte er zur Saison 2009/10 in die erste Mannschaft auf. Nach sieben Jahren wechselte er zum FC UNA Strassen in die BGL Ligue. Am 23. April 2020 gab der Erstliga-Aufsteiger FC Wiltz 71 die Verpflichtung des Nationaltorhüters zur kommenden Saison bekannt. Im Dezember 2020 erlitt Schon einen Bänderriss am Handgelenk und fiel drei Monate lang aus. Nach fünf Jahren mit insgesamt 142 Pflichtspiele wechselte der Torhüter im Sommer 2025 weiter zum heimischen Drittligisten 
AS Hosingen. 

### Nationalmannschaft
Am 13. November 2016 debütierte Schon für die A-Nationalmannschaft, die im vierten Spiel der WM-Qualifikationsgruppe A gegen die Nationalmannschaft der Niederlande im heimischen Josy-Barthel-Stadion mit 1:3 unterlegen war. Bis zum Herbst 2024 bestritt er insgesamt 19 Partien für Luxemburg.